# Theodor Steltzer
Theodor Steltzer, född 17 december 1885 i Trittau, död 27 oktober 1967 i München, var en tysk CDU-politiker. Han var från 1945 till 1946 Oberpräsident i Provinsen Schleswig-Holstein och från 1946 till 1947 ministerpresident i förbundslandet Schleswig-Holstein.
Steltzer var under andra världskriget officer och medlem av den oppositionella Kreisaukretsen omkring Helmuth von Moltke. Han dömdes till döden av Volksgerichtshof efter 20 juli-attentatet 1944 men överlevde kriget tack vare att nordiska vänner fått hans avrättning uppskjuten.